# Yasovati
Yasovati var enligt legenden en regerande drottning av Kashmir. Hon har kallats den första kvinnliga regenten i Kashmir, och var en av endast tre regerande kvinnor som finns omnämnd av krönikören Kalhana över Kashmirs 104 härskare.
Hon var gift med kung Damodar I av Kashmir. Hennes make avled på slagfältet utan tronarvinge. Hans änka var gravid vid tidpunkten för hans död. Hon blev då själv hyllad som härskare. Hon ska ha krönts av Krishna.  Kalhana uppger att många var ogillande inför en kvinnliga regent, och ville ta tillfället att själv erövra tronen, men att Krishna då påpekade för dem att Kashmirs land självt är [som gudinnan] Parvati, och att alla innehavara av tronen är en del av Shiva och måste respekteras. 
Hon beskrivs som en vördad monark, som respekterades som en gudom av sina undersåtar. Postumt efter makens död födde hon sin son, den framtida kung Gonanda II. Efter sonens födelse sammanträdde brahminerna och förklarade att hennes son borde vara kung. Yasovati abdikerade då formellt sin tron till sin son och var därmed inte längre monark, men fortsatte sedan att styra som regent under hans minderårighet. Hennes son var en spädbarn under Mahabharatakriget (cirka år 1000 f.Kr.), vilket var orsaken till varför han inte deltog. Som regent regerade hon "genom att lägga ord i sin späda sons mun", det vill säga genom att regera i hans namn. Det är okänt hur länge hon regerade. Mahabharatakriget, som ska ha utspelat sig när hennes son fortfarande var minderårig, uppskattas ha ägt rum omkring 1000 f.Kr., förutsatt att det verkligen är en historisk händelse alls. 
Huruvida hon har funnits på riktigt är okänt och obekräftat. De regenter som nämns så här långt tillbaka i den indiska historien betecknas som legendariska snarare än historiska. Drottning Sugandha brukar istället nämnas som den första kvinnliga regent i Kashmir som anses historiskt bekräftad, men Yasovati nämns ofta som legendarisk föregångare.  